# Керван (кратер)
Керван — найбільший підтверджений кратер і одна з найбільших геологічних структур на Церері. Був виявлений 19 лютого 2015 року на знімках космічного апарата «Dawn», коли він наближався до Церери. Кратер явно неглибокий для своїх розмірів і не має центральної вершини. Центральна вершина могла бути зруйнована кратером шириною 15 кілометрів у центрі Кервана. Кратер, ймовірно, молодий порівняно з рештою поверхні Церери, оскільки Керван значною мірою стер кратер у південній частині рівнини Вендімії.
Керван є приблизно антиподом гори Ахуна, найбільшої або, принаймні, наймолодшої гори на Церері. Сейсмічна енергія від зіткнення, що утворило Керван, могла сфокусуватися на протилежній стороні Церери, руйнуючи зовнішні шари кори та сприяючи переміщенню на поверхню високов'язкої кріомагми, що складається з каламутного водяного льоду, розм'якшеного вмістом солей. Керван також показує докази впливу рідкої води внаслідок ударного танення підземного льоду.
Кратер названий на честь Кервана, духа зростання кукурудзи в міфології хопі. Назва була затверджена Міжнародним астрономічним союзом 3 липня 2015 року.